# Hinchada del Club Atlético Newell's Old Boys
La Hinchada del Club Atlético Newell's Old Boys es un grupo de aficionados del equipo homónimo considerada por algunos estudios como una de las más significativas de Argentina.
La Hinchada de Newell's Old Boys (al igual que muchas otras en Argentina) se compone de dos sectores: los simpatizantes (o simplemente denominados hinchas, que son Socios y No Socios del club) y los Barra Bravas, los cuales son un grupo organizado que se encarga de varias funciones relacionadas con el objetivo de brindar un apoyo del público hacia el equipo (confección de banderas, despliegue pirotécnico, creación de cánticos, entre otros), también este sector es el que más fuertemente se vincula a los incidentes violentos dentro y fuera de los estadios.
Cuenta además con ciertos rituales propios, como ser el Banderazo, congregación de hinchas al Coloso del Parque para alentar al equipo cada vez que se acerca el clásico de la ciudad, o el festejo del Día del amigo Leproso, el cual se festeja el día 21 de julio e incluye entre sus acciones la colocación de afiches a lo largo y ancho de la ciudad. Otro de los rituales es el llamado Día del Padre Leproso.
A lo largo de su historia ha sido inspiradora y generadora del surgimiento de diferentes instituciones deportivas en honor del club, como ser el Club Atlético Newell's Old Boys de Porto Alegre, fundado en 1992 a mano de un grupo de hinchas del São Paulo, o el Club Atlético y Biblioteca Newell's Old Boys de Laguna Larga, el cual surgió en el año 1945 por iniciativa de dos residentes del lugar y con la ayuda de un viajante rosarino, el Newell's Old Boys de Chilecito y el de Sañogasta ambos en La Rioja, o el Club Atlético Social Pinto de la localidad de Pinto (Santiago del Estero), que utiliza los colores rojo y negro inspirados en el conjunto rosarino

## Convocatoria

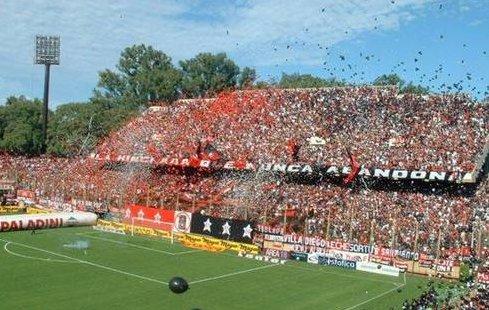
Hinchada de Newell's Old Boys con el slogan «La hinchada que nunca abandona».

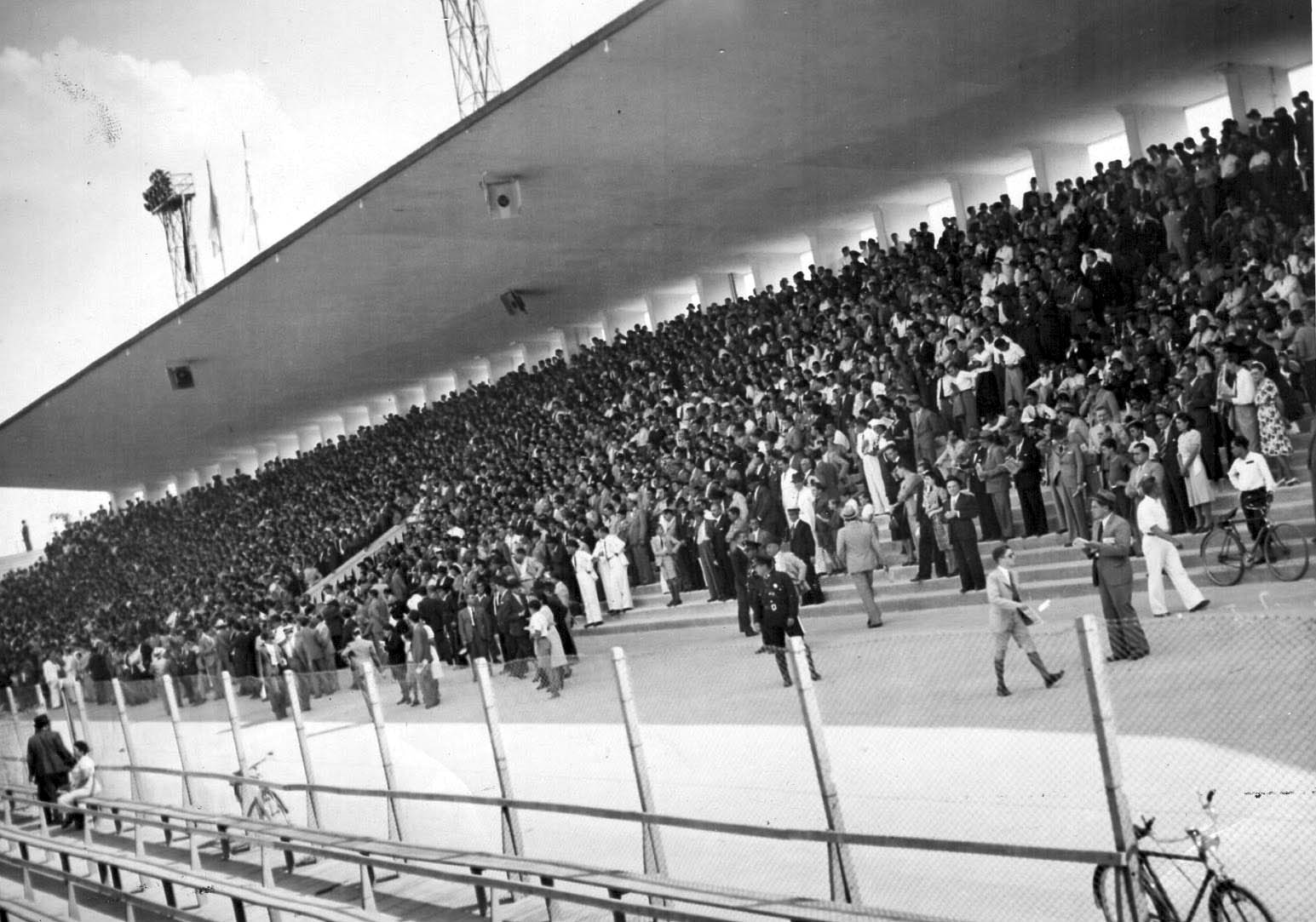
Personas en el estadio de Newell's en 1939.

El Club Atlético Newell's Old Boys es uno de los clubes de más convocatoria en Argentina. En 2013 la Conmebol le otorgó a la Lepra el título de “Club con mejor asistencia de público” en la Copa Libertadores de ese año, con 41.747 espectadores de promedio. Ni los finalistas podrían superarlo.

### Mayor movilización de visitante
En el año 2004 la hinchada del Newell's Old Boys protagonizó la movilización de público más grande en el mundo de una ciudad a otra [cita requerida] en un partido de fútbol en Argentina. El 12 de diciembre de 2004 cerca de 40.000 hinchas leprosos asistieron al encuentro entre el Club Atlético Independiente de Avellaneda y Newell's Old Boys terminando el partido 2-0 a favor de los locales. Pese a la derrota, el conjunto de Newell's Old Boys salió campeón del Torneo Apertura 2004. 
El encuentro fue disputado en el Estadio La Doble Visera antiguo estadio del Club Atlético Independiente de Avellaneda el cual contaba con una capacidad para 52.000 espectadores. Aproximadamente el 80% del estadio fue ocupado por hinchas de Newell's Old Boys los cuales se mezclaron en varias tribunas con el público local, situación que solo fue posible gracias a la buena relación existentes entre ambas parcialidades en aquel año.

Tal fue la repercusión de aquel suceso que dio origen a un libro de ficción: "39.999 y Yo" el cual se gestó a través de un concurso de relatos organizado por el propio club. Los relatos recopilados en el libro fueron creados por hinchas que formaron parte de la multitudinaria movilización y que cuentan sus vivencias personales en la misma.

### Mayor convocatoria a un entrenamiento
En el año 1993, la hinchada de Newell's Old Boys realizó la mayor asistencia de público en un entrenamiento.[cita requerida]
El ensayo fue disputado en el Estadio Marcelo Bielsa el 13 de septiembre donde asistieron más de 35.000 hinchas. El primer entrenamiento de Diego Maradona en la institución fue el motivo de esta gran repercusión

### Club con mejor asistencia de público en la Copa Libertadores de 2013
En 2013 la Confederación Sudamericana de Fútbol le otorgó el título de "Club con mejor asistencia de público" tras obtener el mayor promedio de asistencia de público en la Copa Libertadores 2013, sin disputar la final, con un promedio de 41.747 espectadores por encuentro. Siendo hasta el 2015 el único club del interior en obtener dicho galardón. 
Cabe destacar que ese mismo año el canal televisivo estadounidense ESPN confirmó la presencia de más de 300.000 aficionados en los festejos realizados en el Monumento a la Bandera. [cita requerida]

### Promedio de asistencia en América y el mundo en 2014
En julio de 2014, la consultora brasileña Pluri realizó un ranking de los 60 clubes que más público llevaron a los estadios como local en todo el continente americano en la temporada 2013/14. Newell's Old Boys se ubicó en el 7.º lugar (y 4.º en Argentina), con un promedio de 35.235 personas por partido como local, alcanzando una ocupación promedio del 84% de su estadio.
En diciembre de 2014 el sitio español Underground Football realizó un ranking de los 100 clubes que más público llevaron a los estadios como local en todo el mundo durante el año 2014. Newell's Old Boys se ubicó en la posición 40° a nivel mundial, mientras que fue el tercero con mayor promedio de convocatoria a nivel nacional.

### Entre las seis mejores aficiones del mundo según el Diario Marca
En septiembre de 2014 el Diario Marca de España, eligió a las mejores aficiones del mundo. Basándose en distintos aspectos los integrantes de la lista son: Boca Juniors, Racing Club, Newell's Old Boys, Flamengo de Brasil, Borussia Dortmund de Alemania y Liverpool de Inglaterra. Acerca de la parcialidad rojinegra destacan “es una de las hinchadas más entregadas de Argentina para dar fuerza a los suyos en los momentos más difíciles".

## El Banderazo
El Banderazo rojinegro se ha transformado, con el paso de los años en un evento para el hincha de Newell's Old Boys.
Comenzó en la década del 90 como una muestra de aliento al equipo.Un día de semana, generalmente el jueves previo al partido contra los eternos rivales de la ciudad Rosario Central, los hinchas se congregan en el Coloso del Parque para alentar al equipo, en simultáneo al desarrollo de la práctica de fútbol. Las banderas de Newell's Old Boys, son algunos de los principales condimentos de este espectáculo. Con el tiempo, su identidad propia lo ha convertido en una verdadera comunión hinchas-futbolistas, con el objetivo que los une de quedarse con el honor de ganar el derbi en la ciudad de Rosario.
En el año 2013 el Banderazo generó la mayor convocatoria registrada para este tipo de evento hasta el momento. Unos 15.000 hinchas de Newell's Old Boys asistieron al evento el 17 de octubre de 2013, previo a disputarse el Clásico Rosarino por la fecha 12 del Torneo Inicial 2013.

## Día del Amigo Leproso
Si bien en Argentina el Día del amigo se festeja el 20 de julio, el 21 de julio, fecha de cumpleaños de Marcelo Bielsa, fue designado como el Día del Amigo Leproso. Todo surgió a manos de un grupo de hinchas de Newell's Old Boys, quienes realizaron una convocatoria a través de un sitio web.
Entre las acciones realizadas se colocaron carteles a lo largo y ancho de la ciudad de Rosario. El objetivo: conmemorar el Día del Amigo, en honor a uno de los máximos ídolos del club, Marcelo Bielsa

## Día del Padre Leproso
En el año 1992 el equipo conducido por Marcelo Bielsa participaba en la Copa Libertadores de América. El 9 de marzo jugaba en Chile contra Club Deportivo Universidad Católica, y el día anterior en Rosario contra su clásico rival por el Torneo Clausura 1992. Esto significaba que Newell's Old Boys debía jugar 2 partidos en menos de 24 horas y en distintos países. Los dirigentes leprosos pidieron la postergación del clásico a Rosario Central, pero dicho club rechazó el pedido.
El cuerpo técnico analizó la situación con los máximos referentes del plantel para decidir con qué jugadores enfrentar los partidos del domingo 8 y del lunes 9. Se decidió que al clásico lo jugarían un equipo de juveniles de reserva junto a tres titulares: Juan José Rossi, Juan Manuel Llop y Cristian Domizzi. Dos de ellos participaron de ambos cotejos claves para el club, realizando un gran esfuerzo físico y mental.
Llegó el día en el que se jugaba el Clásico rosarino y el estadio del Parque estaba colmado. Tras un centro al primer palo de Rossi, un cabezazo de Domizzi marcaría el 1 a 0 a favor de Newell's Old Boys, resultado que se mantuvo hasta el final del partido. Y a pesar de que en el historial del clásico el conjunto rojinegro tiene desventaja de victorias sobre Central, desde aquel 8 de marzo, con la victoria de Newell's Old Boys frente a Rosario Central se celebra el "Día del Padre Leproso".

## Hinchas famosos
- Lionel Messi (futbolista).
- Mauro Icardi (futbolista).
- Marcelo Bielsa (Entrenador de fútbol)
- Pablo Granados (humorista).
- Pachu Peña (humorista).
- Gustavo Bermúdez (actor)
- Luis Machín (actor).
- Christian Sancho (actor).
- Juan Ignacio Cane (actor).
- Luciana Aymar (exjugadora de hockey)
- Nicki Nicole (cantante).
- Pablito Ruiz (cantante).
- Cecilio Flematti (periodista, conductor y productor)
- Ariel Senosiain (periodista).
- Emiliano Boffelli (rugbier argentino).
- Rafael Bielsa (político)
- Carolina Losada (política, periodista)
- Amalia Granata (política, ex vedette, conductora, periodista)
- Raúl Castells (dirigente social piquetero)
- Adriana Aguirre (ex vedette, actriz)
- Eduardo Van der Kooy (periodista)
- Ana Acosta (actriz, ex vedette)
- Melchor Posse (expolítico)
- Miguel Najdorf (ex ajedrecista)
- Christian Castillo (político)
- Tomy Dunster (ex modelo y conductor TV)
- Gato Barbieri (ex músico)
- José Cura (tenor)

## Relaciones con otras hinchadas
Los hinchas de Newells Old Boys mantienen una gran rivalidad histórica con los de su clásico rival, Rosario Central. Muchos sostienen que es el clásico más apasionante y peligroso del país ya que tiene varios antecedentes de enfrentamientos entre las dos hinchadas que terminaron con graves heridos y hasta incluso con muertos (también han tenido innumerables encuentros con la policía).
Así mismo mantienen una rivalidad menor con Los de Siempre de Colón y la Barra de la Bomba de Unión.
Mantuvieron durante mucho tiempo una amistad con la Barra del Rojo del Independiente de Avellaneda.

## Enlaces relacionados
- Club Atlético Newell's Old Boys
- Club Atlético y Biblioteca Newell's Old Boys